# Yeongcheon
Yeongcheon is een stad in de Zuid-Koreaanse provincie Gyeongsangbuk-do. De stad telt ruim 93.000 inwoners en ligt in het oosten van het land.

## Stedenbanden
- Kuroishi, Japan
- Kaifeng, China
- Buffalo, Verenigde Staten
- Fullerton, Verenigde Staten